# Савва (Эспер)
Митрополи́т Са́вва Эспер (Эсбер, Исбер, араб. المتروبوليت سابا إسبر‎; род. 1959, Латакия, Сирия) — епископ Антиохийской православной церкви, предстоятель самоуправляемой Антиохийской Православной Архиепископии Северной Америки с титулом «архиепископ Нью-Йоркский, митрополит всей Северной Америки».
Тезоименитство — 5 декабря (преподобного Саввы Освященного).

## Биография
В 1984 году окончил Тишринский университет в Латакии со степенью бакалавра в области гражданского строительства.
В 1988 году рукоположён в сан священника и служил на приходе архангелов Латакийской митрополии. В 1990 году окончил Богословский институт святого Иоанна Дамаскина в Баламанде со степенью бакалавра богословия.
20 декабря 1997 года был рукоположен во епископа Ларисского, викария Латакийской епархии.
6 мая 1999 года был избран митрополитом Бострийским.
В его ведение вошел разорённый и обедневший край на неспокойной границе Сирии и Израиля, откуда из-за частотых войн, оккупация Голанских высот Израилем, и в результате уровень безработицы и бедности, большинство его людей стали экономическими беженцами, переехав в Дамаск или отправились в Северную и Южную Америку, Австралию, Европу или государства Персидского залива. В отличие от своих предшественников, митрополит решил жить на этой земле и начал восстанавливать епархиальную канцелярию в Сувайде. Среди его многих начинаний за время управления епархией: образование новых священнослужителей, постановка церковного просвещения, снабжение беженцев, поддержка детских садов, создание церковной больницы и нового монастыря Марфы и Марии в Бет-Ания (Beth Ania).
Неоднократно бывал в США и сумел снискать уважение, сочувствие и помощь верующих Американской архиепископии Антиохийского Патриархата. Епархия Вичиты и Средней Америки взяла на себя обязательства «сестрийской епархии» по отношению к Босро-Авранской митрополии.
7 декабря 2012 года решением Священного Синода был избран местоблюстителем Антиохийского патриаршего престола. Пребывал в этой должности до избрания митрополит Иоанна (Язиджи) на должность патриарха Антиохийского.
23 февраля 2023 года он был избран предстоятелем самоуправляемой Антиохийской Православной Архиепископии Северной Америки с титулом «архиепископа Нью-Йоркского и митрополита всей Северной Америки». 13 мая 2023 года в Никольском соборе в Бруклине состоялась его интронизация.